# Rhyssemus granulosus
Rhyssemus granulosus är en skalbaggsart som beskrevs av Ernst Ballion 1871. Rhyssemus granulosus ingår i släktet Rhyssemus och familjen Aphodiidae. Inga underarter finns listade i Catalogue of Life.